# Walerian Karpiński

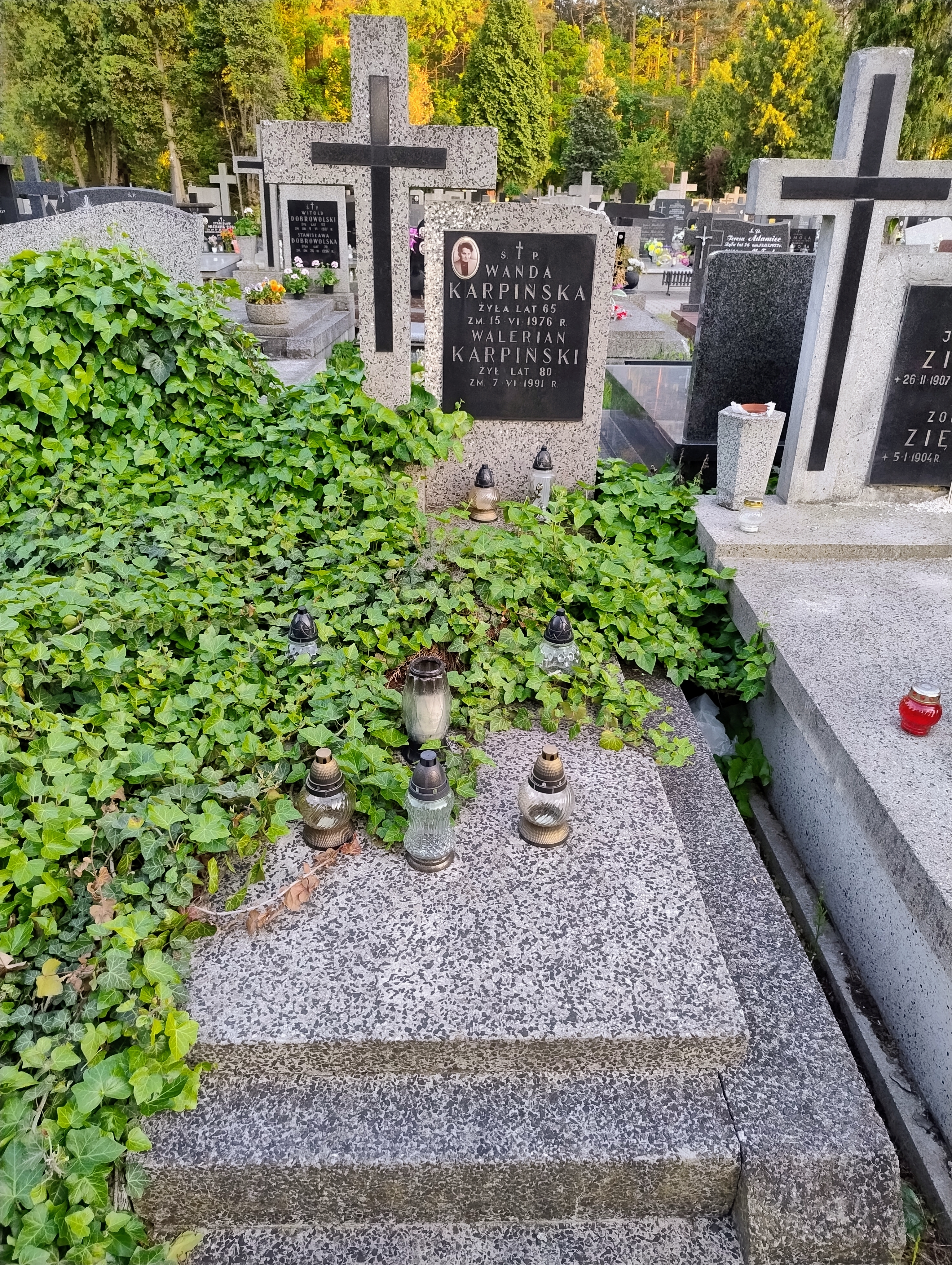
Grób Waleriana Karpińskiego

Walerian Karpiński (ur. 14 grudnia 1911 w Warszawie, zm. 6 czerwca 1991 w Warszawie) – polski bokser, reprezentant Polski.

## Życiorys
Uprawiał boks w klubie CWS Warszawa, w którym to osiągnął największe sukcesy sportowe. Startując w mistrzostwach Polski, wywalczył tytuł mistrzowski w 1932 w kategorii średniej, wicemistrzostwo w 1934 w wadze półciężkiej i brązowy medal w 1935 w kategorii średniej. 
W reprezentacji Polski wystąpił 5 krotnie w latach 1932–1934 z bilansem 1 remisu i 4 przegranych, wszystkie pojedynki stoczył w kategorii półciężkiej.
Pochowany na cmentarzu w Marysinie Wawerskim (kwatera 9A. rz.5. nr 37).